# Hacker (jogo eletrônico)
Hacker é um jogo eletrônico lançado em 1985 pela Activision. Ele foi projetado por Steve Cartwright e lançado para as plataformas Amiga, Amstrad CPC, Apple II, família Atari de 8 bits, Atari ST, Commodore 64, Macintosh, DOS, MSX2 e ZX Spectrum.